# ジョン・セント・レジャー (1596年没)

デヴォン州アネリー地区のセント・レジャーの紋章: Azure fretty argent, a chief or

ジョン・セント・レジャー卿（John St. Leger、1596年没）はイングランドのデヴォン州モンクレイ出身で、地元と中央政府で働いたイギリスの国会議員である。

## 起源
彼はジョージ・セント・レジャー卿（Sir George St. Leger）と、バッケナム出身のエドムンド・キーヴェット卿（Sir Edmund Knyvett）と妻のエレノア・ティレル（Eleanor Tyrrell）の娘のアン・キーヴェット（Anne Knyvett）の息子であった。父方の祖父母はジェームス・セント・レジャー卿（Sir James St. Leger）と、第7代オーモンド伯爵のトーマス・バトラーとアン王妃の大叔母の娘であり、女相続人のアン・バトラー公爵夫人（Lady Anne Butler）であった。彼の大叔父の一人がエドワード4世とリチャード3世の姉のエクスター公爵夫人アン・プランタジネットの夫であるトーマス・セント・レジャーであった。

## 公的職業
1544年にナイト爵叙勲の栄誉を受け、1560年にデヴォン州高等保安官を務めた彼は1555年から1558年までデヴォン州ダートマス議会選挙区、1559年から1563年までデヴォン州議会選挙区、1563年から1571年までサセックスのアランデル議会選挙区、1571年から1583年まで再度デヴォン議会選挙区、および1584年から1585年までコーンウォール州トレゴニー議会選挙区選出の庶民院議員であった。

## 結婚生活と子供たち
彼は第5代バーガベニー男爵のジョージ・ネヴィルと3番目の妻のレディ・メアリー・スタッフォード（Lady Mary Stafford)の娘であるキャサリン・ネヴィル（Catherine Nevill）、および第3代バッキンガム公爵のエドワード・スタッフォードと妻のレディ・エレノア・パーシーの末娘であるレディ・メアリー・スタッフォードと結婚した。彼らの子供たちは以下の通りである。
- ジョン・セント・レジャー（John St Leger；父親と同名）：アイルランドの軍人だったといわれる。未婚、および困窮のまま死亡。
- メアリー・セント・レジャー（Mary St Leger）：ガレオン船「リヴェンジ号」の著名な船長で、コーンウォール州キルハンプトン（英語版）のストウハウス（英語版）に住むリチャード・グレンヴィル卿（英語版）と結婚。政治家のバーナード・グレンヴィル卿（英語版）の母となった。
- フランシス・セント・レジャー（Frances St Leger）：デヴォン州[4]イースト・ワーリントン（英語版）にあるアフェトン城に住むジョン・スタックリー（John Stucley）と結婚。荘園領主のルイス・スタックリー卿（英語版）の母となった[5]。
- マーガレット・セント・レジャー（Margaret St Leger）：デヴォン州ブラントン（英語版）の小教区であるアッシュ（英語版）出身のリチャード・ベリュー（Richard Bellew）と結婚。2人の記念碑がブラントン小教区教会（Brauton parish church）にある。デヴォン州ブラントン教会にあるアッシュ出身のリチャード・ベリュー[6]と妻であるアネリー出身のマーガレット・セント・レジャー[7]の壁画記念碑

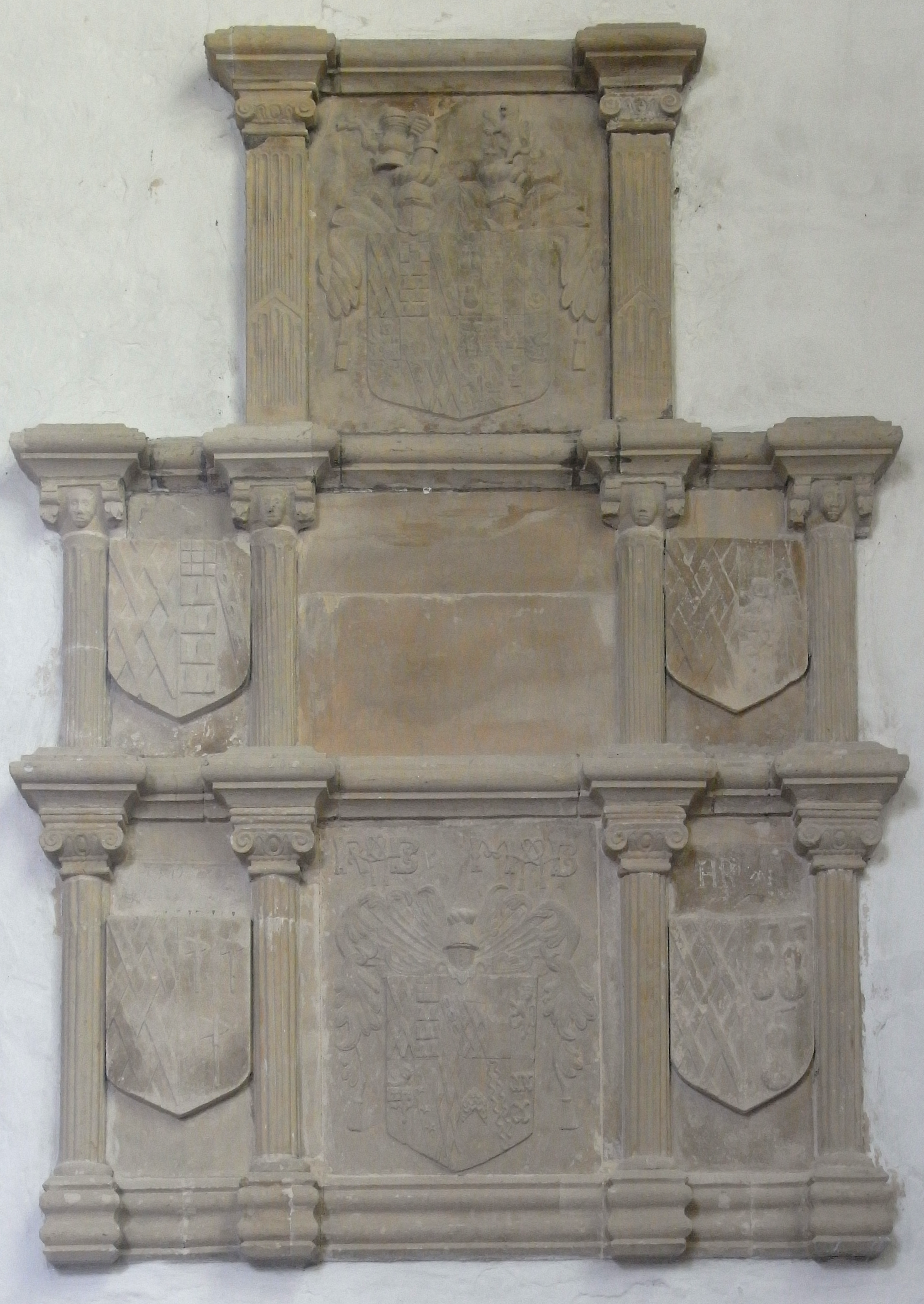
デヴォン州ブラントン教会にあるアッシュ出身のリチャード・ベリューと妻であるアネリー出身のマーガレット・セント・レジャーの壁画記念碑

- オイラリア・セント・レジャー（Eulalia St Leger）：ラマートン（英語版）にあるコラカム・マナー・ハウス（英語版）に住むアイルランド担当首席秘書官（英語版）であったエドムンド・トレメイン（英語版）と結婚、およびデヴォン州テットコット（英語版）出身で、義父からアネリーを買収したトリストラム・アスコット（Tristram Arscott）と再婚[4][8]。

## ジョン・セント・レジャーの死
多くの土地を蓄積させてきたのをよそに、彼は借金で圧迫され、多くの私有地を手放した。彼は「"a poor man"（1人の貧しい男）」のまま亡くなり、1596年10月8日にモンクレイにある小教区教会に埋葬された。未婚のまま亡くなった彼の息子であるジョンの死を以って、アネリーのセント・レジャー家の家系は断絶した。